# Glissando (película)
Glissando es una película de drama rumana de 1982 dirigida por Mircea Daneliuc. La película fue seleccionada como la entrada rumana a la Mejor Película en Lengua Extranjera en los 57.ª Premios de la Academia, pero no fue nominada.

## Reparto
- Stefan Iordache
- Tora Vasilescu
- Petre Simionescu
- Victor Ionescu
- Ión Fiscuteanu
- Constantin Dinulescu
- Camelia Zorlescu
- Mihaela Nestorescu
- Rodica Moianu